# East Dean and Friston
East Dean and Friston is een civil parish in het bestuurlijke gebied Wealden, in het Engelse graafschap East Sussex met 1620 inwoners.